# Liste des ministres haïtiens des Finances
Le ministre des Finances d'Haïti, aussi surnommé Grand Argentier de la République est chargé du ministère de l'Économie et des Finances.

## Liste
- 1er janvier 1804 - janvier 1807: André Vernet
- 19 janvier 1807 - octobre 1807: Bruno Blanchet
- novembre 1807 - juillet 1808: César Thélémaque
- 26 juillet 1808 - novembre 1808: Jean-Chrisostôme Imbert
- 30 novembre 1808 - 1er mai 1810: Guy Joseph Bonnet
- 9 mai 1810 - 20 février 1842 : Jean-Chrisostôme Imbert (2e fois)
- 20 février 1842 - 13 mars 1843:
- 14 mars 1843 - 4 avril 1843: Jean-Bernard Bédouet
- 4 avril 1843 - 1er février 1844: Jean-Chrisostôme Imbert (3e fois)
- 1er février 1844 - 18 février 1845: André Laudun
- 18 février 1845 - 1er mars 1846: Louis Detré
- 1er mars 1846 - 9 mars 1846: Jean Elie
- 9 mars 1846 - 3 avril 1847: Louis Detré (2e fois)
- 3 avril 1847 - 27 juillet 1847: Alexis Dupuy
- 27 juillet 1847 - 30 septembre 1847: Jean Elie (2e fois)
- 30 septembre 1847 - 9 avril 1848: Alexis Dupuy (2e fois)
- 9 avril 1848 - 15 janvier 1859: Lysius Salomon, duc de Saint-Louis-du-Sud
- 17 janvier 1859 - 8 juillet 1862: Victorin Plésance
- 8 juillet 1862 - 23 janvier 1864: Alexis Dupuy (3e fois )
- 24 janvier 1864 - 26 octobre 1866: Auguste Elie
- 26 octobre 1866 - 7 mars 1867: Welson Woël
- 7 mars 1867 - 13 mars 1867: Dorfeuille Laborde
- 8 mai 1867 - 15 février 1868: André Germain
- 15 février 1868 - 3 août 1868: Daguesseau Lespinasse
- 3 août 1868 - 19 février 1869: Alexandre Tate
- 19 février 1869 - 31 août 1869: Raoul Excellent
- 6 septembre 1869 - 29 novembre 1869: Nodélus Saint-Amand
- 29 novembre 1869 - 19 décembre 1869: Alfred Delva
- 29 décembre 1869 - 23 mars 1870: Thimogène Rameau
- 23 mars 1870 - 7 mai 1870: Benomy Lallemand
- 7 mai 1870 - 23 juin 1870: Sauveur Faubert
- 23 juin 1870 - 27 avril 1871: Volmar Laporte
- 27 avril 1871 - 11 mai 1871: Septimus Rameau
- 11 mai 1871 - 19 juin 1871: Normil Sambour
- 19 juin 1971 - 29 juin 1871: Charles Haentjens
- 29 juin 1871 - 31 décembre 1871: Darius Denis
- 2 janvier 1872 - 9 mai 1873: Liautaud Ethéart
- 9 mai 1873 - 8 juillet 1873: Octavius Rameau (a. i.)
- 8 juillet 1873 - 13 mai 1874: Charles Haentjens (2e fois)
- 13 mai 1874 - 24 avril 1876: Raoul Excellent (2e fois)
- 25 avril 1876 - 20 juillet 1876: Hannibal Price
- 20 juillet 1876 - 16 août 1877: Liautaud Ethéart (2e fois)
- 16 août 1877 - 24 août 1877: Dalbémar Jean-Joseph
- 24 août 1877 - 17 juillet 1878: Félix Carrié
- 17 juillet 1878 - 14 novembre 1878: Ernest Roumain
- 14 novembre 1878 - 17 juillet 1879: Liautaud Ethéart (3e fois)
- 1er septembre 1879 - 3 octobre 1879: Joseph Lamothe
- 3 octobre 1879 - 3 novembre 1879: Lysius Salomon (2e fois)
- 3 novembre 1879 - 26 août 1881: Charles Laforesterie
- 26 août 1881 - 31 décembre 1881: Brutus Saint-Victor
- 31 décembre 1881 - 20 août 1883: Jean-Baptiste Damier
- 20 août 1883 - 10 août 1888: Callisthène Fouchard
- 1er septembre 1888 - 19 décembre 1888: Ultimo Saint-Amand
- 19 décembre 1888 - 31 mai 1889: Alix Rossignol
- 31 mai 1889 - 10 août 1889: Solon Ménos
- 1er septembre 1889 - 29 octobre 1889: Saint-Martin Dupuy (a. i.)
- 29 octobre 1889 - 3 mai 1891: Anténor Firmin
- 3 mai 1891 - 1er juillet 1891: Hugon Lechaud
- 1er juillet 1891 - 11 août 1892 : Pierre-Antoine Stewart
- 11 août 1892 - 27 décembre 1894: Frédéric Marcelin
- 27 décembre 1894 - 17 décembre 1896: Callisthène Fouchard (2e fois)
- 17 décembre 1896 - 26 juillet 1897: Anténor Firmin (2e fois)
- 26 juillet 1897 - 13 décembre 1897: Solon Ménos (2e fois)
- 13 décembre 1897 - 17 janvier 1898: Victorin Plésance (2e fois)
- 17 janvier 1898 - 17 août 1899: Stéphen Lafontant
- 17 août 1899 - 17 janvier 1900: Hérard Roy
- 17 janvier 1900 - 12 mai 1902: Pourcely Faine
- 20 mai 1902 - 21 décembre 1902: Charles Dennery
- 22 décembre 1902 - 4 avril 1903: Diogène Délinois
- 4 avril 1903 - 30 juin 1903: Edmond Lespinasse
- 30 juin 1903 - 4 août 1903: Murville Férère (a. i.)
- 4 août 1903 - 4 novembre 1904: Cajuste Bijou
- 4 novembre 1904 - 10 avril 1905: Constant Gentil
- 10 avril 1905 - 1er décembre 1908: Frédéric Marcelin (2e fois)
- 8 décembre 1908 - 19 décembre 1908: Luders Chapoteau
- 19 décembre 1908 - 14 juillet 1909: Edmond Héreaux
- 14 juillet 1909 - 15 février 1910: Candelon Rigaud
- 15 février 1910 - 20 juin 1910: Louis-Edouard Pouget
- 20 juin 1910 - 29 octobre 1910: Pétion Pierre-André
- 29 octobre 1910 - 19 décembre 1910: Septimus Marius
- 19 décembre 1910 - 20 juillet 1911: Murat Claude
- 20 juillet 1911 - 4 août 1911: Tertilus Nicolas
- 4 août 1911 - 16 août 1911: Antoine Sansaricq
- 16 août 1911 - 4 mai 1913: Edmond Lespinasse (2e fois)
- 17 mai 1913 - 8 février 1914: Auguste Bonamy
- 8 février 1914 - 10 mai 1914: Edmond Lespinasse(3e fois)
- 10 mai 1914 - 11 novembre 1914: Candelon Rigaud (2e fois)
- 11 novembre 1914 - 14 novembre 1914: Rosalvo Bobo
- 14 novembre 1914 - 20 novembre 1914: Diogène Délinois (2e fois)
- 20 novembre 1914 - 12 décembre 1914: Daguesseau Montreuil
- 12 décembre 1914 - 16 janvier 1915: Edmond Héreaux (2e fois)
- 16 janvier 1915 - 17 février 1915: Diogène Délinois (3e fois)
- 27 février 1915 - 9 mars 1915: Darius Bourand
- 9 mars 1915 - 27 juillet 1915: Auguste Bonamy (2e fois)
- 14 août 1915 - 2 mai 1916: Emile Elie
- 9 mai 1916 - 20 juin 1918: Edmond Héreaux (3e fois)
- 20 juin 1918 - 19 décembre 1918: Louis Borno
- 19 décembre 1918 - 30 novembre 1920: Fleury Féquière
- 30 novembre 1920 - 15 mai 1922: Jean Charles Pressoir
- 15 mai 1922 - 18 décembre 1922: Louis Ethéart
- 18 décembre 1822 - 27 septembre 1923: James McGuffie
- 27 septembre 1923 - 20 octobre 1924: Auguste C. Magloire
- 20 octobre 1924 - 21 août 1925: Fernand Dennis
- 21 août 1925 - 24 août 1925: Léon Déjean (a. i.)
- 24 août 1925 - 20 avril 1926: Emile Marcelin
- 20 avril 1926 - 30 août 1928: Charles Rouzier
- 30 août 1928 - 30 août 1929: Joseph Lanoue
- 30 août 1929 - 25 novembre 1929: Antoine Sansaricq (2e fois)
- 25 novembre 1929 - 15 mai 1930: Francis Salgado
- 15 mai 1930 - 19 août 1930: Franck Roy
- 19 août 1930 - 22 novembre 1930: Georges Régnier
- 22 novembre 1930 - 18 mai 1931: Perceval Thoby
- 18 mai 1931 - 17 mai 1932: Ernest Douyon
- 17 mai 1932 - 15 juillet 1932: Clovis Kernizan
- 15 juillet 1932 - 15 mai 1934: Lucien Hibbert
- 15 mai 1934 - 24 décembre 1934: Christian Laporte
- 24 décembre 1934 - 16 mars 1935: Yrech Châtelain
- 16 mars 1935 - 17 août 1935: Leroy Chassaing
- 17 août 1935 - 10 octobre 1936: Mont-Rosier Déjean
- 10 octobre 1936 - 15 septembre 1938: Georges N. Léger
- 15 septembre 1938 - 10 octobre 1940: Mont-Rosier Déjean (2e fois)
- 10 octobre 1940 - 15 mai 1941: Fernand Dennis (2e fois)
- 15 mai 1941 - 11 janvier 1946: Abel Lacroix
- 12 janvier 1946 - 16 août 1946: Alcide Duviella
- 19 août 1946 - 8 décembre 1947: Gaston Margron
- 8 décembre 1947 - 26 novembre 1948: Emmanuel Thézan
- 26 novembre 1848 - 6 mai 1950: Noé Fourcand fils
- 6 mai 1950 - 10 mai 1950: Carlet Auguste
- 10 mai 1950 - 12 mai 1950: Daniel Bouchereau (a. i.)
- 12 mai 1950 - 29 février 1952: François Georges
- 29 février 1952 - 1er avril 1953: Alexandre Dominique
- 1er avril 1953 - 31 juillet 1954: Lucien Hibbert (2e fois)
- 31 juillet 1954 - 29 août 1956: Clément Jumelle
- 29 août 1956 - 14 décembre 1956: Alain Turnier
- 14 décembre 1956 - 9 février 1957: Paul Cassagnol
- 9 février 1957 - 2 avril 1957: Francis Salgado (2e fois)
- 6 avril 1957 - 25 mai 1957: Weber Michaud
- 25 mai 1957 - 14 juin 1957: Carlet Auguste
- 14 juin 1957 - 22 octobre 1957: Maurepas Alcindor
- 22 octobre 1957 - 4 novembre 1958: Fritz Thébaud
- 5 novembre 1958 - 19 décembre 1959: André Théard
- 19 décembre 1959 - 25 octobre 1960:Gérard Philippeaux
- 25 octobre 1960 - 9 décembre 1963: Hervé Boyer
- 9 décembre 1963 - 18 juillet 1964: Clovis Désinor
- 18 juillet 1964 - 26 novembre 1965: Hervé Boyer (2e fois)
- 26 novembre 1965 - 10 octobre 1970: Clovis Désinor (2e fois)
- 19 octobre 1970 - 22 avril 1971: André Dubé
- 22 avril 1971 - 9 août 1973: Edouard Francisque
- 9 août 1973 - 13 novembre 1979: Emmanuel Bros
- 13 novembre 1979 - 17 juillet 1980: Hervé Boyer (3e fois)
- 17 juillet 1980 - 3 février 1982: Emmanuel Bros (2e fois)
- 3 février 1982 - 12 juillet 1982: Marc Bazin
- 12 juillet 1982 - 30 décembre 1985: Frantz Merceron
- 30 décembre 1985 - 7 février 1986: Frantz Flambert
- 7 février 1986 - 18 avril 1986: Marcel Léger
- 21 avril 1986 - 7 février 1988: Leslie Delatour
- 12 février 1988 - 20 juin 1988: Alain Turnier (2e fois)
- 20 juin 1988 - 18 septembre 1988: André Jean-Pierre
- 18 septembre 1988 - 18 décembre 1989: Léonce Thélusma
- 18 décembre 1989 - 16 mars 1990: Franck Paultre
- 16 mars 1990 - 21 mai 1990: Leslie Goutier
- 21 mai 1990 - 24 août 1990: Violène Legagneur
- 24 août 1990 - 7 février 1991:  Onil Millet
- 19 février 1991 - 30 septembre 1991: Marie Michèle Rey
- 15 octobre 1991 - 19 juin 1992: Charles A. Beaulieu
- 19 juin 1992 - 1er septembre 1993: Wiener Fort
- 1er septembre 1993 - 7 novembre 1993: Marie Michèle Rey (2e fois)
- 16 mai 1994 - 24 août 1994: Rigaud Duplan
- 24 août 1994 - 8 novembre 1994: Georges Henry
- 8 novembre 1994 - 7 novembre 1995: Marie Michèle Rey (3e fois)
- 7 novembre 1995 - 6 mars 1996: Jean-Marie Chérestal
- 6 mars 1996 - 2 mars 2001: Fred Joseph
- 2 mars 2001 - 29 février 2004: Faubert Gustave
- 17 mars 2004 - 9 juin 2006: Henry Bazin
- 9 juin 2006 - 12 novembre 2009: Daniel Dorsainvil
- 12 novembre 2009 - 19 octobre 2011: Ronald Baudin
- 19 octobre 2011 - 8 mai 2012: André Lemercier Georges
- 8 mai 2012 - 9 avril 2013: Marie Carmelle Jean-Marie
- 11 avril 2013 - 2 avril 2014: Wilson Laleau
- 2 avril 2014 - 18 janvier 2015: Marie Carmelle Jean-Marie (2e fois)
- 18 janvier 2015 - 23 mars 2016: Wilson Laleau (2e fois)
- 23 mars 2016 - 13 mars 2017: Yves Romain Bastien
- 13 mars 2017 - 17 septembre 2018 : Jude Alix Patrick Salomon
- 17 septembre 2018 - 4 mars 2020 : Ronald Décembre
- depuis le 4 mars 2020 : Michel Patrick Boivert